# معادله‌های فاددیف
معادله‌های فاددیف (به انگلیسی: Faddeev equations) معادله‌هایی هستند که بیانگر رفتار سیستم‌های ۳ پیکره‌اند و با روش تکرار حل می‌شوند. درونداد این معادله‌ها پتانسیل بین دو ذره است.